# Aldo Annoni
Aldo Annoni, nato Aldo Cassia Ferri (Padova, 2 settembre 1831 – Ello, 13 ottobre 1900), è stato un avvocato e politico italiano. 
Fu senatore del regno d'Italia nella XIII legislatura.

## Biografia
Nato col nome di Aldo Cassia Ferri, questi era figlio illegittimo del generale Francesco Annoni di Cerro e venne legittimato solo nel 1866 assumendo il cognome del padre ed ereditandone i titoli e le sostanze alla morte di questi nel 1872.
Laureatosi in giurisprudenza all'Università di Pavia, esercitò per alcuni anni l'avvocatura perfezionandosi nel campo delle discipline economiche e finanziarie nonché nell'economia rurale (motivo per cui poi sarà nominato Presidente del Credito fondiario della Cassa di risparmio delle province lombarde).
Divenne Consigliere della Provincia di Milano per due mandati dal 1869 al 1873 e dal 1876 al 1885, Consigliere comunale di Milano dal 1870 al 1889 ed Assessore comunale supplente di Milano dal 1873 al 1875, dapprima nelle file del partito moderato e poi della sinistra storica.
Aldo Annoni fu eletto alla Camera dei deputati per il collegio di Cuggiono nella XI e nella XII legislatura sedendo a destra dal 1874 al 1876. Nel marzo 1876 si aggregò alla nuova maggioranza di governo formata da Depretis. Dal 1877 al 1889 fu sindaco di Cuggiono.
Non avendo avuto eredi e non essendosi mai sposato, alla sua morte gli succedette il cugino Conte Giampietro Cicogna Mozzoni nelle proprietà di famiglia.

## Ascendenza
|                                                                |   |                                                               | Genitori                                                           |  |  | Nonni |  |  | Bisnonni                                                          |  |  | Trisnonni                                             |  |
|                                                                |   |                                                               |                                                                    |  |  |       |  |  | Giovanni Pietro III Annoni, III conte di Cerro Pieve San Giuliano |  |  | Carlo II Annoni, II conte di Cerro Pieve San Giuliano |  |
|                                                                |   |                                                               |                                                                    |  |  |       |  |  | Giovanni Pietro III Annoni, III conte di Cerro Pieve San Giuliano |  |  | Carlo II Annoni, II conte di Cerro Pieve San Giuliano |  |
|                                                                |   | Maria Anna Visconti di Fontaneto                              |                                                                    |  |  |       |  |  | Giovanni Pietro III Annoni, III conte di Cerro Pieve San Giuliano |  |  |                                                       |  |
| Alessandro Annoni, IV conte di Cerro Pieve San Giuliano        |   |                                                               |                                                                    |  |  |       |  |  | Giovanni Pietro III Annoni, III conte di Cerro Pieve San Giuliano |  |  |                                                       |  |
|                                                                |   | Giulia Pallavicini                                            | Giovanni Battista Pallavicini, marchese di Castellazzo             |  |  |       |  |  |                                                                   |  |  |                                                       |  |
|                                                                |   | Giulia Pallavicini                                            | Giovanni Battista Pallavicini, marchese di Castellazzo             |  |  |       |  |  |                                                                   |  |  |                                                       |  |
|                                                                |   | Giulia Pallavicini                                            | Anna de Motres                                                     |  |  |       |  |  |                                                                   |  |  |                                                       |  |
| Francesco Annoni di Cerro, V conte di Cerro Pieve San Giuliano |   | Giulia Pallavicini                                            |                                                                    |  |  |       |  |  |                                                                   |  |  |                                                       |  |
|                                                                |   | Francesco Leopoldo Cicogna Mozzoni, VIII conte di Terdobbiate | Carlo Giuseppe Francesco Cicogna Mozzoni, VII conte di Terdobbiate |  |  |       |  |  |                                                                   |  |  |                                                       |  |
|                                                                |   | Francesco Leopoldo Cicogna Mozzoni, VIII conte di Terdobbiate | Carlo Giuseppe Francesco Cicogna Mozzoni, VII conte di Terdobbiate |  |  |       |  |  |                                                                   |  |  |                                                       |  |
|                                                                |   | Francesco Leopoldo Cicogna Mozzoni, VIII conte di Terdobbiate | Maria Leopoldina Barbara von und zu Daun                           |  |  |       |  |  |                                                                   |  |  |                                                       |  |
| Leopoldina Cicogna Mozzoni                                     |   | Francesco Leopoldo Cicogna Mozzoni, VIII conte di Terdobbiate |                                                                    |  |  |       |  |  |                                                                   |  |  |                                                       |  |
|                                                                |   | Teresa Marliani                                               | Carlo Marliani, VIII conte di Busto Arsizio                        |  |  |       |  |  |                                                                   |  |  |                                                       |  |
|                                                                |   | Teresa Marliani                                               | Carlo Marliani, VIII conte di Busto Arsizio                        |  |  |       |  |  |                                                                   |  |  |                                                       |  |
|                                                                |   | Teresa Marliani                                               | Maria Busca                                                        |  |  |       |  |  |                                                                   |  |  |                                                       |  |
| Aldo Annoni                                                    |   | Teresa Marliani                                               |                                                                    |  |  |       |  |  |                                                                   |  |  |                                                       |  |
|                                                                | … | …                                                             |                                                                    |  |  |       |  |  |                                                                   |  |  |                                                       |  |
|                                                                | … | …                                                             |                                                                    |  |  |       |  |  |                                                                   |  |  |                                                       |  |
|                                                                | … | …                                                             |                                                                    |  |  |       |  |  |                                                                   |  |  |                                                       |  |
| …                                                              | … |                                                               |                                                                    |  |  |       |  |  |                                                                   |  |  |                                                       |  |
|                                                                |   | …                                                             | …                                                                  |  |  |       |  |  |                                                                   |  |  |                                                       |  |
|                                                                |   | …                                                             | …                                                                  |  |  |       |  |  |                                                                   |  |  |                                                       |  |
|                                                                |   | …                                                             | …                                                                  |  |  |       |  |  |                                                                   |  |  |                                                       |  |
| ? Cassia                                                       |   | …                                                             |                                                                    |  |  |       |  |  |                                                                   |  |  |                                                       |  |
|                                                                |   | …                                                             | …                                                                  |  |  |       |  |  |                                                                   |  |  |                                                       |  |
|                                                                |   | …                                                             | …                                                                  |  |  |       |  |  |                                                                   |  |  |                                                       |  |
|                                                                |   | …                                                             | …                                                                  |  |  |       |  |  |                                                                   |  |  |                                                       |  |
| …                                                              |   | …                                                             |                                                                    |  |  |       |  |  |                                                                   |  |  |                                                       |  |
|                                                                |   | …                                                             | …                                                                  |  |  |       |  |  |                                                                   |  |  |                                                       |  |
|                                                                |   | …                                                             | …                                                                  |  |  |       |  |  |                                                                   |  |  |                                                       |  |
|                                                                |   | …                                                             | …                                                                  |  |  |       |  |  |                                                                   |  |  |                                                       |  |
|                                                                |   | …                                                             |                                                                    |  |  |       |  |  |                                                                   |  |  |                                                       |  |